# Diptychophora subazanalis
Diptychophora subazanalis là một loài bướm đêm trong họ Crambidae.